# Buzz Songs
Buzz Songs es el segundo álbum de larga duración de la banda japonesa Dragon Ash, lanzado en 1998.
Buzz Songs es el primer álbum de larga duración donde el miembro de Dragon Ash, DJ BOTS, puede utilizar el scratch y el pulso en algunas de las canciones, antes de que se uniera oficialmente a la banda en 1999.

## Lista de canciones
1. "Intro (Bots' Show)" – 1:24
2. "Cool Boarders" – 4:27
3. "Don't Worry 'bout Me" – 4:28
4. "Cherub Rock" – 3:29
5. "Invitation (Buzz Mix)" – 2:58
6. "Under Age's Song (Album Mix)" – 7:10
7. "Perfect Government" – 5:20
8. "Pull Up Roots" – 3:56
9. "Melancholy" – 4:20
10. "Mustang A Go Go !!!" – 4:35
11. "陽はまたのぼりくりかえす" (Hi Wa Mata Noborikuri Kaesu) – 7:13
12. "Iceman" (pista oculta) – 4:46

- Datos: Q5003553